# Parastaura divisa
Parastaura divisa är en fjärilsart som beskrevs av M.Gaede 1928. Parastaura divisa ingår i släktet Parastaura och familjen tandspinnare. Inga underarter finns listade i Catalogue of Life.